# Малиновка (Островский район)
Малиновка — деревня в Бережанской волости Островского района Псковской области.
Расположена на левом берегу реки Великая, в 7 км к юго-востоку от центра города Остров. Южнее находится деревня Бередники, севернее — Шенихово.
Численность населения деревни по состоянию на 2000 год составляла 2 жителя.